# Four Seasons Hotels and Resorts

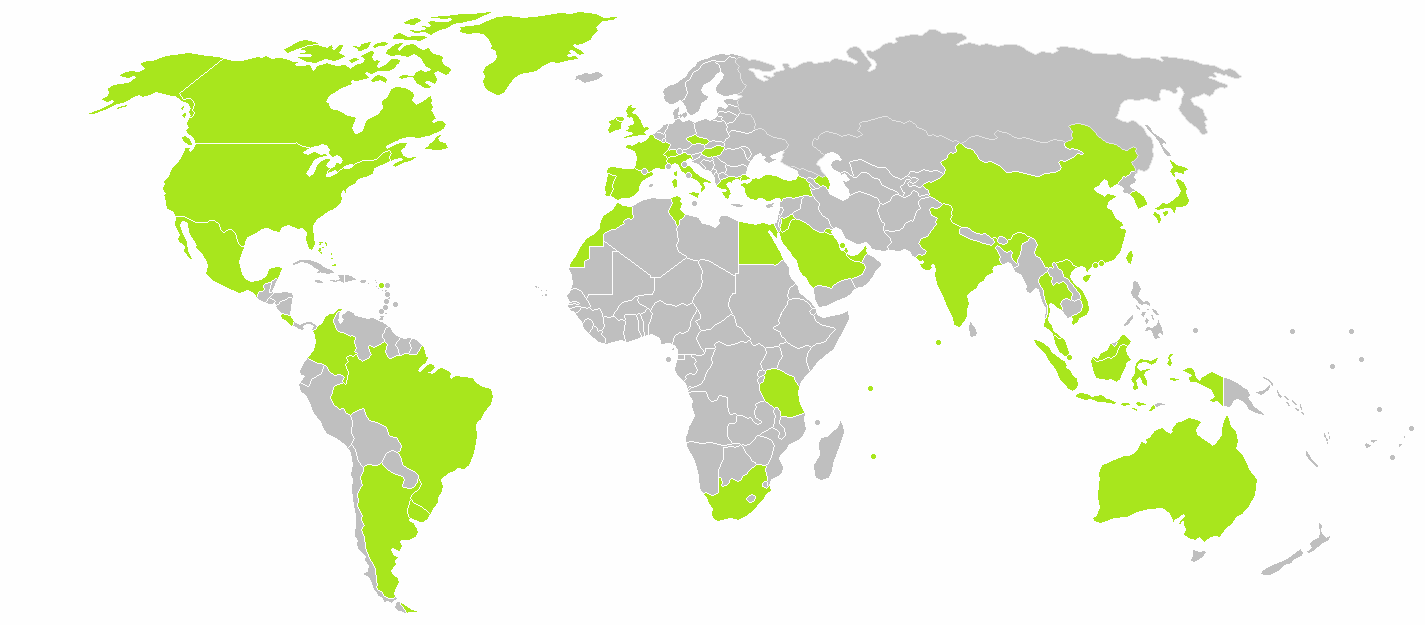
In den grün eingefärbten Ländern existieren Hotels der Kette Four Seasons

Four Seasons Hotels and Resorts ist eine internationale Hotelkette mit 130 Hotels und Resorts im Luxussegment. Die Gruppe ist als bisher einzige der Welt als „AAA Five Diamond“-Hotelkette in die Rangliste des AAA aufgenommen worden.

## Unternehmensform

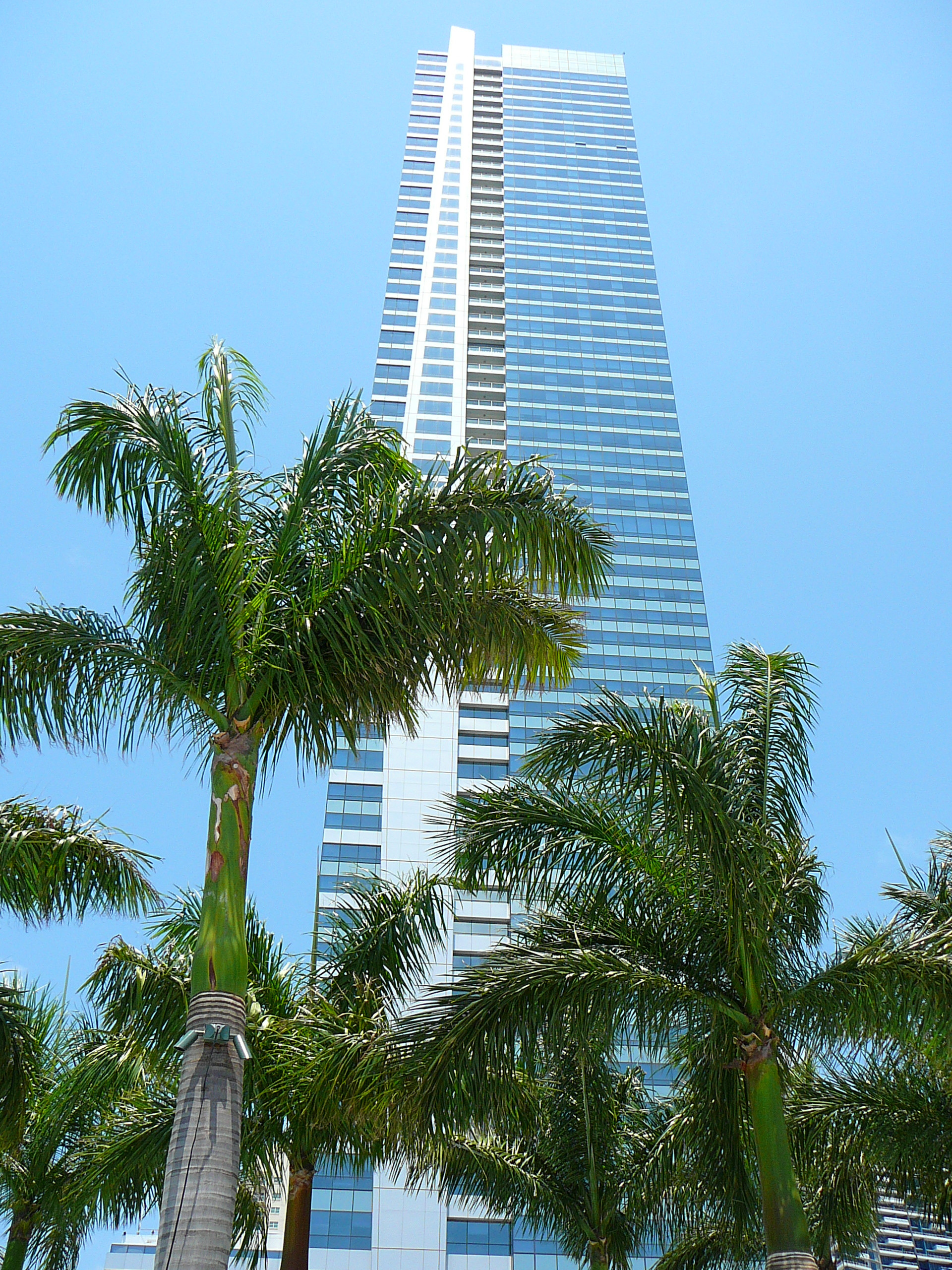
Four Seasons Hotel in Miami, Florida, USA

Four Seasons Hotels and Resorts ist eine öffentliche Aktiengesellschaft mit Unternehmenssitz in Toronto (Ontario, Kanada). Bill Gates ist Mehrheits-Aktionär.

## Geschichte
Isadore Sharp („Issy“) gründete die Luxushotelgruppe 1960 mit der Eröffnung des ersten Four Seasons Hotels im Stadtzentrum (Jarvis Street) von Toronto.
Zu Beginn der 1990er Jahre wurde die finanziell angeschlagene Hotelgruppe The Regent gekauft. Bis auf ganz wenige Ausnahmen wandelten sich die noblen Domizile in Hotels der Konzernmutter Four Seasons. Im Bau befindliche Regent-Häuser, wie das Mailänder Hotel, eröffneten gleich unter dem Logo der Four Seasons Hotels.
Im November 1997 erwarb Carlson Hospitality Worldwide die Rechte an The Regent. Four Seasons behielt Lizenzen an den internationalen Regenthotels in Kuala Lumpur, Singapur, Taipei und Los Angeles und führt diese unter dem Namen The Regent.
2004 wurde zum ersten Mal in der Firmengeschichte ein Hotel aufgegeben. Das Four Seasons Hotel in Berlin wurde aufgrund des Preiskampfes in der Berliner Hotellerie und gescheiterten Vertragsverhandlungen um die Immobilie geschlossen. Heute leitet die Rezidor Hotel Group das Hotel unter dem Namen The Regent Berlin.
2007 haben der Microsoft-Gründer Bill Gates und der saudi-arabische Investor und Multimilliardär Prinz Alwaleed Bin Talal Bin Abdulaziz Alsaud den kanadischen Hotelkonzern Four Seasons für geschätzte 3,7 Milliarden US-Dollar übernommen. Unternehmensgründer Isadore Sharp bleibt mit 10 Prozent an Four Seasons beteiligt.
Im September 2021 übernahm Bill Gates’ Investmentfirma Cascade Investment für rund 1,9 Milliarden Euro weitere Anteile von der Kingdom Holding Company des saudischen Prinzen Al-Walid bin Talal und hält nun 71,5 % an der Hotelkette.

## Four Seasons Residence Clubs
Four Seasons führt auch ein Wohnprogramm, das „Residence Clubs“ genannt wird und bei dem Zeitanteile an einem Landhaus in einem idyllischen Resort oder an Wohneigentum in einer Großstadt gekauft werden können. Die Häuser und Wohnungen werden von Four Seasons gebaut, eingerichtet und geführt.

## Four Seasons Yachts
Unter der Marke Four Seasons Yachts werden mit dem Neubau der Four Seasons I Luxuskreuzfahrten angeboten. Betreiber und Miteigentümer ist die Marc-Henry Cruise Holdings Ltd.
Gebaut wir das Schiff von Fincantieri in Ancona, entworfen wurde es von Tillberg Design of Sweden. Es ist 207 m lang, die 95 Suiten haben eine Größe von 44 bis 470 m² (ohne Balkon/Terrasse). Das Verhältnis Gäste-zu-Crew ist 1:1.
Der Stahlschnitt war am 29. November 2023 auf der Fincantieri-Werft in Ancona, die Kiellegung war am 9. Juli 2024. Die Indienststellung ist für November 2025 geplant, die Jungfernfahrt für Januar 2026. oder später? 
Einsatzgebiet ist im Sommer das Mittelmeer, im Winter die Karibik. Als erste Kapitänin der Four Seasons I konnte Kate McCue gewonnen werden.
Das zweite Schiff dieser Klasse, die Four Seasons II, soll 2026 fertiggestellt werden.

### Flotte
| Name            | Indienststellung  | BRZ    | Bauwerft    | Bemerkungen |
| --------------- | ----------------- | ------ | ----------- | ----------- |
| Four Seasons I  | 11/2025 (geplant) | 34.000 | Fincantieri |             |
| Four Seasons II | 2026 (geplant)    | 34.000 | Fincantieri |             |

## Destinationen
Four Seasons betreiben rund 130 Hotels und Resorts. Das Unternehmen war und ist in vielen Hauptstädten und in exklusiven Erholungsgebieten auf der ganzen Welt vertreten.
Bekannte Hotels sind u. a.:
- Four Seasons Hotel in New York
- Four Seasons Hotel George V in Paris
- The Regent Beverly Wilshire in Los Angeles (bekannt aus dem Spielfilm Pretty Woman)
- Four Seasons Hotel & Tower, höchstes Gebäude in Miami
- Four Seasons Hotel Moskwa
- Four Seasons Hotel Berlin (1996 bis 2004; inzwischen Regent International Hotels)
- Four Seasons Great Barrier Reef Resort (1988 bis 1989; inzwischen Hotel Haegumgang)